# Camille Claudel

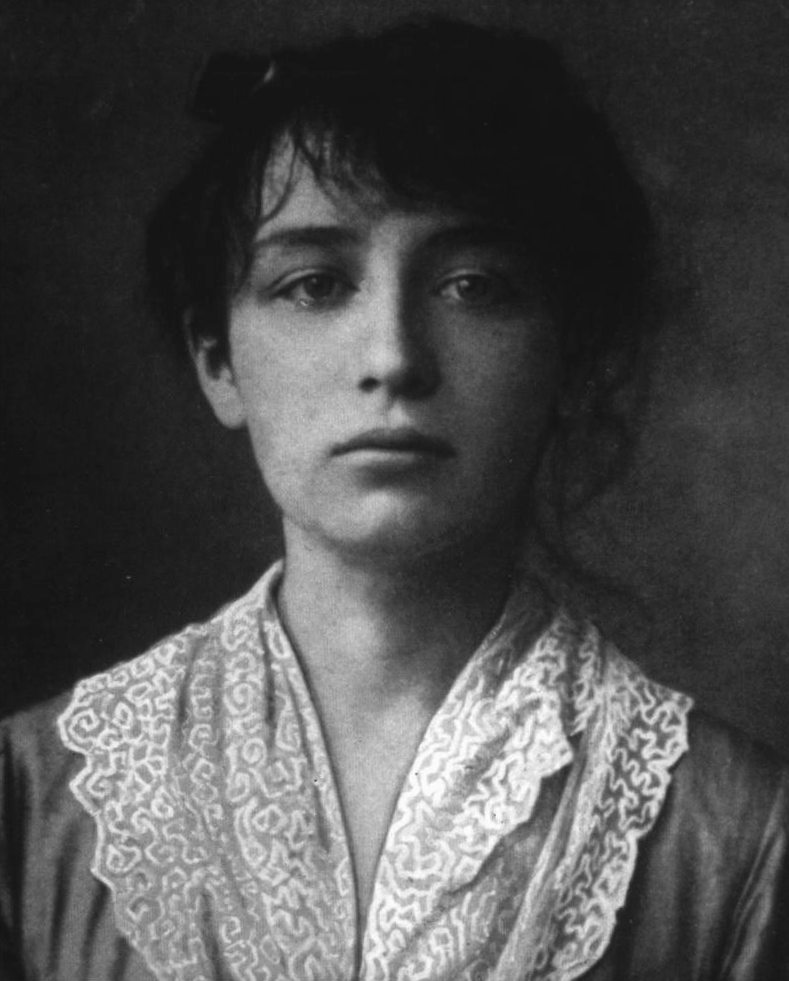
Camille Claudel in 1884

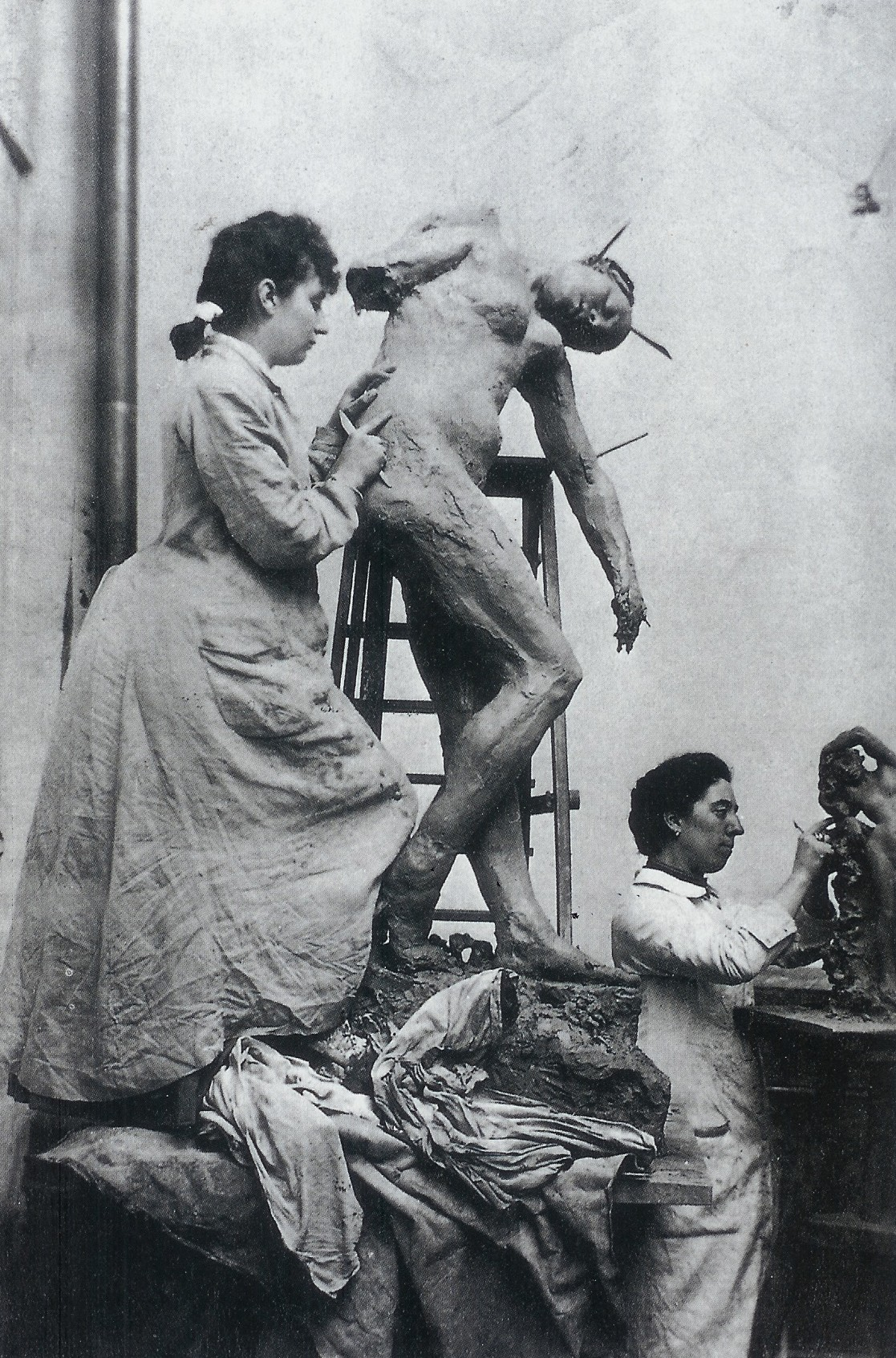
Camille Claudel in haar atelier

Camille Claudel (Fère-en-Tardenois, 8 december 1864 – Montdevergues, 19 oktober 1943) was een Frans beeldhouwster. Zij speelde een grote rol in het leven van de beeldhouwer Auguste Rodin. Camille Claudel werd op het platteland in het noorden van Frankrijk geboren, in het departement Aisne. Ze was de oudste zuster van de dichter, dramaturg en diplomaat Paul Claudel.

## Leven

### Jeugd
Haar jeugd lijkt niet zo liefdevol te zijn geweest, vooral omdat haar moeder nooit over het verdriet is gekomen van haar eerstgeboren zoon die slechts twee weken heeft geleefd. Camille was het tweede kind, maar helaas voor de moeder geen zoon. Om de pijn enigszins te verzachten kreeg de baby de onzijdige naam Camille. Camille was echter bijzonder begaafd. Als klein kind boetseerde ze de mensen om zich heen in klei. Haar vader merkte haar talent op en liet haar bij de beeldhouwer Alfred Boucher lessen volgen.

### Opleiding in Parijs
In 1881 verhuisde de familie Claudel naar Parijs. Camille ging naar de Académie Colorossi, vrouwen werden toen nog niet toegelaten tot de Académie des beaux-arts. Vervolgens huurde ze samen met een paar bevriende kunstenaressen van de Académie Colorossi een atelier waar ze zelfstandig konden werken. Elke week beoordeelde Alfred Boucher hun werk. Op een dag was Alfred Boucher in gezelschap van de directeur van de Académie des beaux-arts, die bij het zien van Camilles werk zei: u heeft les gehad van meneer Rodin, maar Camille had Rodin op dat moment nog niet ontmoet.

### Samenwerking met Rodin
In 1882, Camille was 18 jaar en had haar eerste beelden op de Salon tentoongesteld, vroeg Boucher, die de Prix de Rome had gewonnen, aan Rodin, op dat moment 42 jaar oud, of hij zijn taak wou overnemen om het werk van Camille en haar vriendinnen te beoordelen. Rodin was erg gecharmeerd van Camille en haar talent en vroeg of zij zijn leerlinge wilde worden. Na enige tijd was zij niet alleen meer zijn leerlinge, maar ook zijn rechterhand, muze en maîtresse. Rodin kon niet meer zonder haar, getuige de brieven die van hem bekend zijn.
Tot 1892 werkte Camille zij aan zij met Rodin in zijn atelier. Naast de beroemde werken van Rodin, als De kus, De Denker, De Burgers van Calais of Balzac, ontstond onder de handen van Camille het beeld Sakountala.

### Zelfstandig
In 1893 besloot ze voor zichzelf te gaan werken, omdat ze met Rodin samen niet genoeg tijd en energie had voor haar eigen creativiteit. Bovendien verweet ze Rodin haar te hebben gebruikt. Vanaf dat jaar ontstonden haar eigen beelden, als La petite Châtelaine, Clotho, L'Âge Mur, l'Implorante, l'Abandon en La Valse.

### Krankzinnig verklaard en opgesloten
Over Camille Claudels krankzinnigheid bestaan verschillende lezingen. Er is een romantische, die door het boek van Anne Delbée is beïnvloed en door de eerste film over Camille: Camille Claudel. In deze film van Bruno Nuytten uit 1988 speelden Isabelle Adjani, als Camille, en Gérard Depardieu, als Auguste Rodin. Er is ook een waarschijnlijk meer objectieve lezing door de vereniging die zich in haar interesseert: Camille Claudel à Nogent-sur-Seine.
Romantische lezing
Camilles ergernis over Rodin werd langzaam omgezet in haat en ze wilde niets meer met hem en zijn wereld te maken hebben. Ze ging zich isoleren, werd achterdochtig en wantrouwde steeds meer mensen. Weinig mensen waren haar tot steun, ook haar eigen familie niet. Haar moeder vond haar gedrag schandalig, haar zus was inmiddels getrouwd en haar broer Paul was te druk begaan met zijn eigen internationale carrière in de diplomatie. Alleen haar vader stond achter haar beslissing om kunstenares te worden, maar die was al oud en stierf op 2 maart 1913. Toen was Paul hoofd van de familie en hij besloot dat het zwarte schaap van de familie, zijn zus Camille, het beste naar een psychiatrisch ziekenhuis kon, omdat ze paranoïde was. Zo werd Camille, niet eens op de hoogte gebracht van de dood van haar vader, op maandag 10 maart 1913 overmeesterd in haar atelier om voor de rest van haar leven achter tralies te verdwijnen. Paul schreef in zijn dagboek dat hij als waar katholiek een goede taak had volbracht en dat het niet aan vrouwen is om geniaal te zijn. Hij als man was toen aan de beurt.
Tijdens de 30 jaar opsluiting kwamen haar moeder en zus niet één keer op bezoek, Paul enkele keren. In de medische dossiers kwam naar voren dat Camille inderdaad paranoïde was, maar in 1915 genezen was verklaard en de inrichting mocht verlaten. Dit weigerden haar moeder en Paul, dus moest Camille noodgedwongen blijven. Haar brieven naar het thuisfront zijn aangrijpend en getuigen van een gezonde, maar zeer verdrietige geest.
Toen Camille op 19 oktober 1943 in alle eenzaamheid haar laatste adem uitblies, waren haar moeder en zus al enige tijd overleden. Noch Paul, noch andere familieleden namen de moeite om naar haar begrafenis te gaan. Hij liet haar niet bijzetten in het familiegraf in Villeneuve-sur-Fère, ook niet nadat hij in de jaren 1950 een brief had ontvangen waarin hem verzocht werd te bepalen wat er met de stoffelijke resten van zijn zus moest gebeuren. Pauls kinderen troffen deze brief in 1955 in de nalatenschap van hun vader aan en wisten niet eens dat zij een tante hadden. Zij hebben toch een gedenkteken bij het familiegraf laten plaatsen.

## Sculpturen

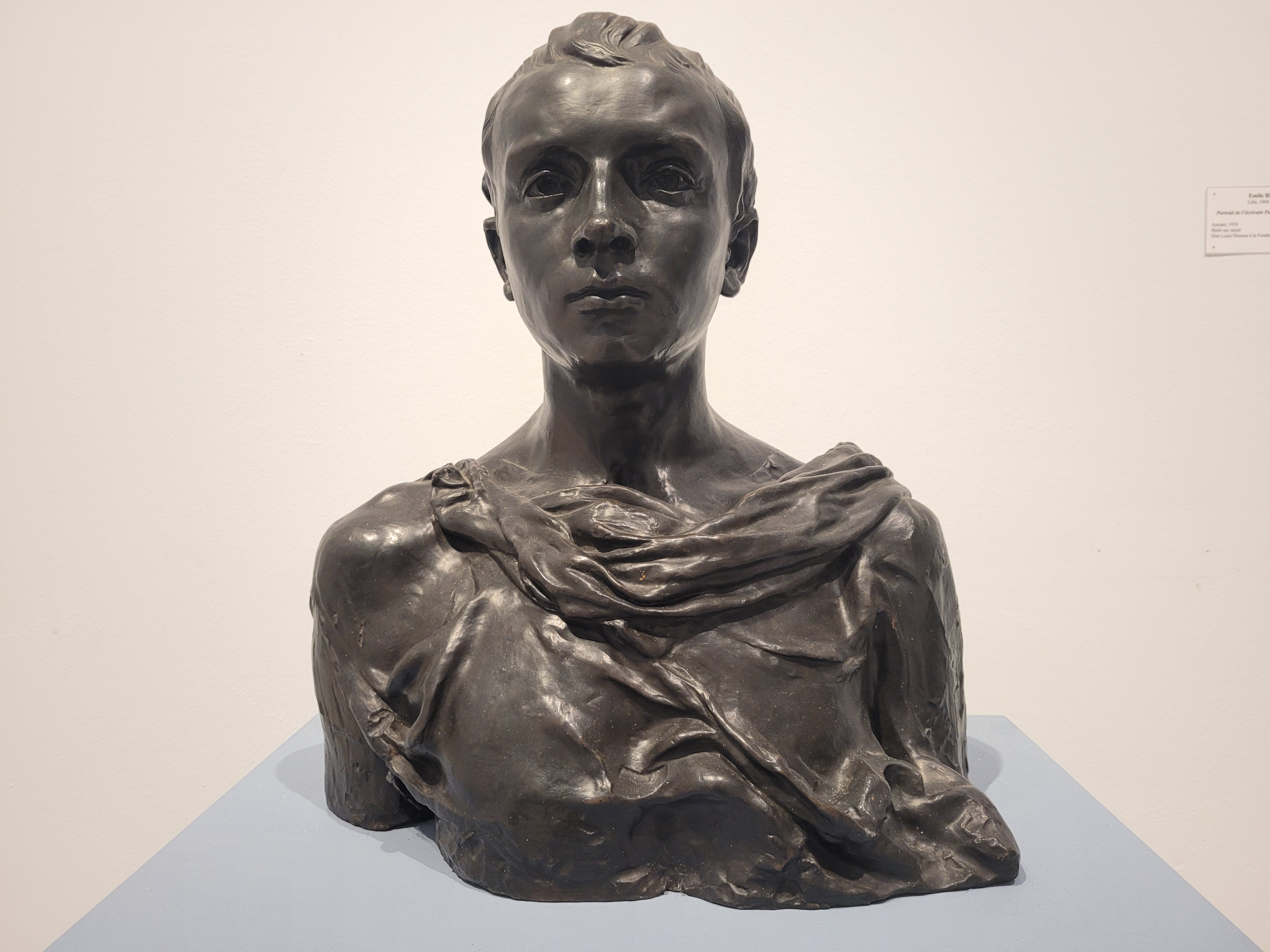
Paul Claudel door Camille Claudel
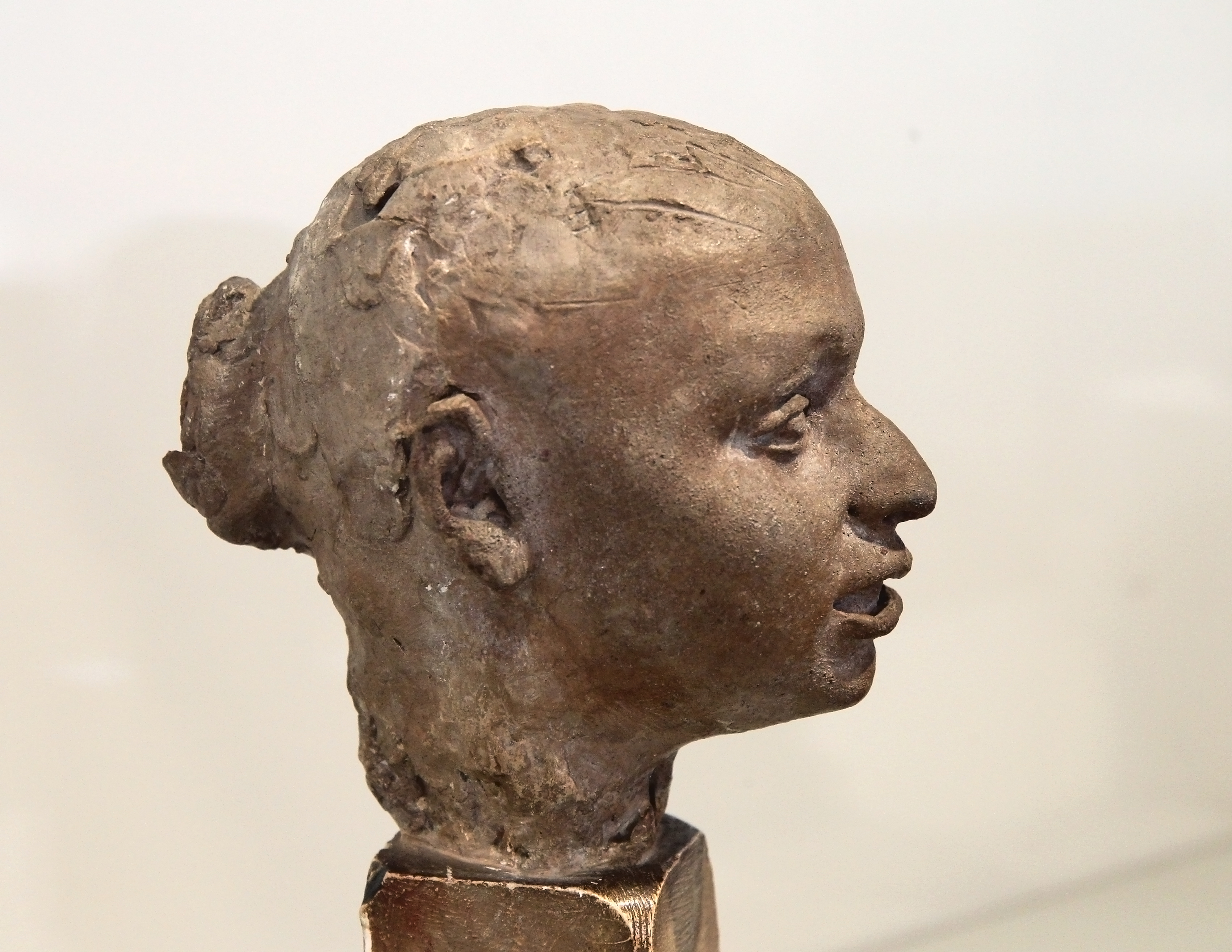
Kop van een meisje, ca. 1886
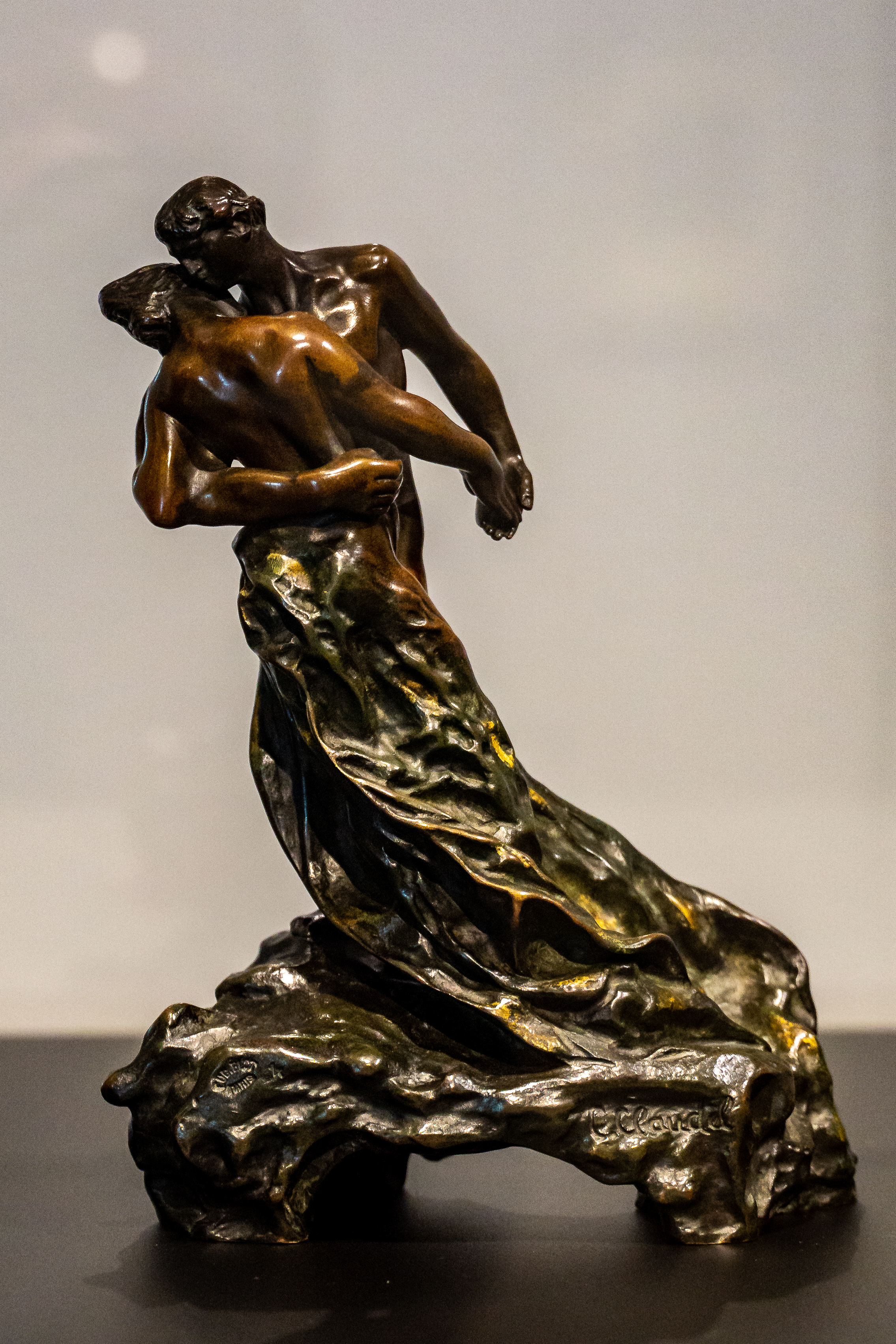
Hartstocht, tussen 1891 en 1905

## Werk
Het Musée Rodin te Parijs toont een deel van haar beeldhouwwerken in een aparte zaal. Ze heeft beelden in marmer, onyx, brons, klei en gips gemaakt.
- L'Âge Mûr, eerste versie in gips, tweede in brons
- La Petite Châtelaine, in marmer
- Pensée, in marmer
- Paul Claudel, op 37-jarige leeftijd in brons
- L'Implorante in schaalmodel, brons
- Clotho in gips
- Les Causeuses, versies in gips, onyx, en brons
- La Valse, in brons
- Buste de Rodin, in versies in gips en brons
- Vertumne et Pomone, in marmer
- La Vague, versies in onyx en brons
- Profonde Pensée, in brons
- Profonde Pensée, in marmer
- La jeune fille à la gerbe, in brons
- Le Sakountala, klei
- L'Abandon, in brons
- La Niobide blessée, in brons
- Jeune femme aux yeux clos, terracotta

## Nederlandstalige boeken
- Camille Claudel, een leven in brieven, vertaling Anneke Alderlieste, uitg. Meulenhoff Amsterdam, 2003. Delen van de brieven van Camille.
- Michèle Desbordes, De blauwe jurk van Camille, Nederlandse vertaling 2006, oorspronkelijke titel La robe bleue, 2004, roman over het leven van Camille Claudel.
- Anne Delbee: Camille Claudel een vrouw, vertaling De Geus en Michel Perguy, oorspronkelijke titel Une Femme, uitg. De Geus 1992, .

## Musea
- In Nogent-sur-Seine bevindt zich het Musée Camille Claudel gewijd aan haar leven en werk.
- De eerste aan haar werk gewijde tentoonstelling in Nederland, Camille Claudel, uit de schaduw van Rodin, werd gehouden in 2001 in het Singer in Laren.

## Film
Het leven van Camille Claudel is in 1988 door regisseur Bruno Nuytten verfilmd met Isabelle Adjani in de hoofdrol. In 2013 verscheen een tweede film, Camille Claudel 1915, geregisseerd door Bruno Dumont, met een hoofdrol voor Juliette Binoche.